# Liste der Biografien/Wog
Liste der Biografien |
Portal Biografien |
Personensuche
# |
A |
B |
C |
D |
E |
F |
G |
H |
I |
J |
K |
L |
M |
N |
O |
P |
Q |
R |
S |
T |
U |
V |
W |
X |
Y |
Z |
?
 
Wa |
Wc |
Wd |
We |
Wh |
Wi |
Wj |
Wl |
Wn |
Wo |
Wr |
Ws |
Wt |
Wu |
Ww |
Wy |
Wz
 
Woa |
Wob |
Woc |
Wod |
Woe |
Wof |
Wog |
Woh |
Woi |
Woj |
Wok |
Wol |
Wom |
Won |
Woo |
Wop |
Wor |
Wos |
Wot |
Wou |
Wov |
Wow |
Wox |
Woy |
Woz
Die Liste der Biografien führt alle Personen auf, die in der deutschsprachigen Wikipedia einen Artikel haben. Dieses ist eine Teilliste mit 30 Einträgen von Personen, deren Namen mit den Buchstaben „Wog“ beginnt.

## Wog

### Woga
- Woga, Edmund (* 1950), indonesischer Ordensgeistlicher, Bischof von Weetebula
- Wogan, Émile de (1817–1891), französischer Schriftsteller
- Wogan, Gerald N. (1930–2021), US-amerikanischer Toxikologe
- Wogan, John, englischer Ritter und Beamter
- Wogan, Terry (1938–2016), irischer Hörfunk- und FernsehmoderatorTerry Wogan (1938–2016)

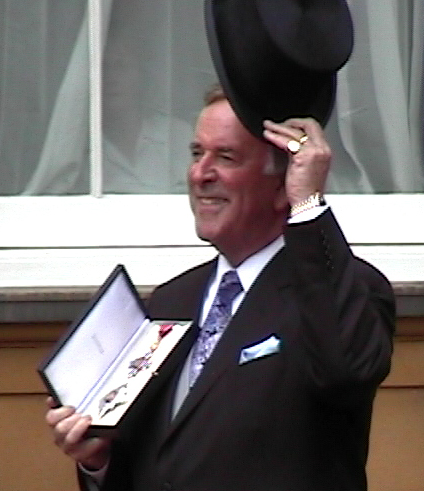
Terry Wogan (1938–2016)

- Wogatzki, Benito (1932–2016), deutscher Erzähler und Funk- und Fernsehautor
- Wogau, Johann David von († 1761), deutscher Mediziner
- Wogau, Karl von (* 1941), deutscher Politiker (CDU), MdEP
- Wogawa, Stefan (* 1967), deutscher Politiker (BSW), MdL Thüringen

### Wogd
- Wogderess, Fikre Selassie († 2020), äthiopischer Politiker, Premierminister Äthiopiens

### Woge
- Woge, Daniel (1717–1797), deutscher Maler und Zeichner
- Woge, Helmut, deutscher Boxer
- Woge, Robert (* 1984), deutscher Boxer
- Wogenap, Heinrich († 1334), Bischof von Ermland
- Woger, Daniel (* 1988), österreichischer Eishockeyspieler
- Wögerbauer, Harald (* 1953), österreichischer Jurist, Volkswirt und Politiker (ÖVP)
- Wögerbauer, Stephan (* 1959), österreichischer Geher
- Wögerer, Bruno (* 1943), österreichischer Politiker (SPÖ), Landtagsabgeordneter im Burgenland

### Wogg
- Woggersin, Heinrich, Augustiner-Eremit, Titularbischof von Sebaste in Cilicia und Weihbischof in Cammin, später in Schwerin
- Woggon, Brigitte (1943–2019), deutsche Psychiaterin und Fachpublizistin
- Woggon, Ulrike (* 1958), deutsche Physikerin und Hochschullehrerin

### Wogi
- Wöginger, August (* 1974), österreichischer Politiker (ÖVP), Abgeordneter zum NationalratAugust Wöginger (* 1974)

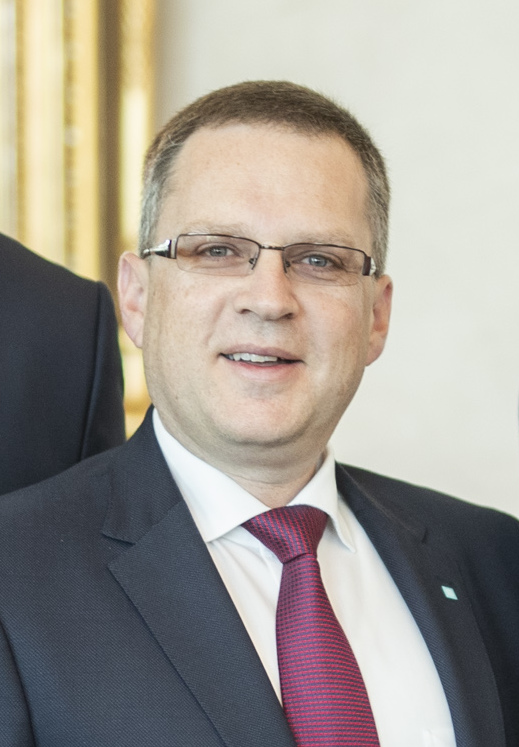
August Wöginger (* 1974)

- Wöginger, Helmut (* 1937), österreichischer Politiker (SPÖ), Landtagsabgeordneter
- Wöginger, Josef (* 1952), österreichischer Politiker (ÖVP), Mitglied des Bundesrates

### Wogl
- Woglom, Ellen (* 1987), US-amerikanische Schauspielerin

### Wogr
- Wogram, Nils (* 1972), deutscher Jazzposaunist, Bandleader und Komponist
- Wogrin, Sonja, österreichische Mathematikerin
- Wogritsch, Max (1880–1951), deutscher Schauspieler, Produktions- und Aufnahmeleiter
- Wogrolly, Monika (* 1967), österreichische Philologin und Schriftstellerin

### Wogu
- Wogute, Abraham (* 1974), ugandischer Badmintonspieler